# Miniera Creighton
La miniera Creighton è una miniera sotterranea di nickel gestita e di proprietà della CVRD Inco che si trova nella città di Greater Sudbury in Ontario nel Canada. Attualmente è la miniera più profonda del Canada.

## Storia
Lo sfruttamento della miniera Creighton iniziò nel 1901, e nel 2004 furono stimate risorse sfruttabili per altri 20 anni.

## Produzione
Nel 2005 la miniera produceva una media di 3755 tonnellate al giorno su 6 giorni lavorativi.

## SNOLAB
La miniera ospita Snolab, un laboratorio sotterraneo di fisica che si occupa dell'esperimento SNO, uno degli esperimenti più in profondità nel sottosuolo.